# Puncticornia puncticornis
Puncticornia puncticornis är en insektsart som först beskrevs av Carl Stål 1876.  Puncticornia puncticornis ingår i släktet Puncticornia och familjen Pamphagidae. Inga underarter finns listade i Catalogue of Life.